# Johann Rudolf von Hallwyl

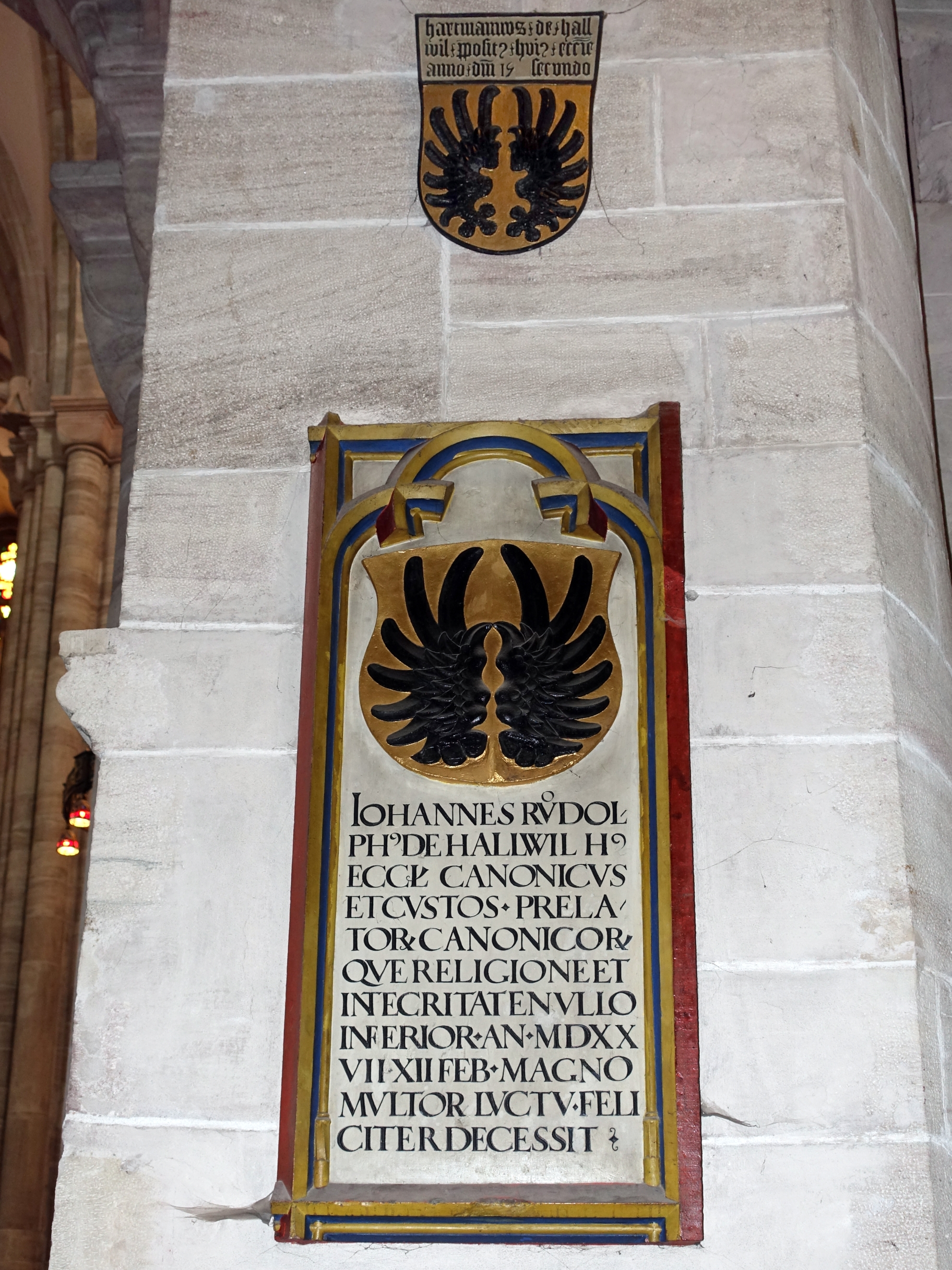
Epitaph im Basler Münster

Johann Rudolf von Hallwyl (* nach 1460; † 12. Februar 1527 in Basel) aus dem Aargauer Adelsgeschlecht Hallwyl gehörte von 1484 bis zu seinem Tode dem Basler Domkapitel an, dem er 1504–1510 als Dompropst vorstand. 1510 vertauschte er dieses Amt mit dem des Domkustos. 1500–1527 war er zudem Propst des Chorherrenstifts Saint-Ursanne. Im Januar 1527 bestimmte ihn das Basler Domkapitel als Koadjutor des Bischofs Christoph von Utenheim, doch starb er, bevor er in sein neues Amt eingesetzt wurde.